# Indice de friabilité
 (janvier 2022).
Si vous disposez d'ouvrages ou d'articles de référence ou si vous connaissez des sites web de qualité traitant du thème abordé ici, merci de compléter l'article en donnant les références utiles à sa vérifiabilité et en les liant à la section « Notes et références ».
L'Indice de friabilité, souvent utilisé en construction (mais pas uniquement), est un nombre sans unité (comme le coefficient de frottement), compris entre 0 et 1, et permettant de mesurer la qualité d'un matériau.

## Description
Plus l'indice de friabilité est proche de 1 et plus le matériau est friable. À 1, on parle alors de friabilité absolue. Cela dit, en pratique, cela n'est jamais atteint, car il supposerait un matériau en état de d'effritement permanent et autogénéré, sans que soit nécessaire d'intervention extérieure, humaine ou naturelle. Les matériaux dont l'indice de friabilité se rapprochent de 0 ou sont égaux à zéro sont dits matériaux essentiellement infriables, tel est le cas par exemple du Plutonium ou des roches ferreuses. La plupart des matériaux en revanche ont un indice de friabilité d'environ 0,5, et sont dits matériaux à friabilité modérée. Cet indice n'a de sens que pour les solides : les liquides et les gaz sont considérés comme de la matière sans indice de friabilité.